# Erythrodiplax basalis
Erythrodiplax basalis là loài chuồn chuồn trong họ Libellulidae. Loài này được Kirby mô tả khoa học đầu tiên năm 1897.

## Hình ảnh

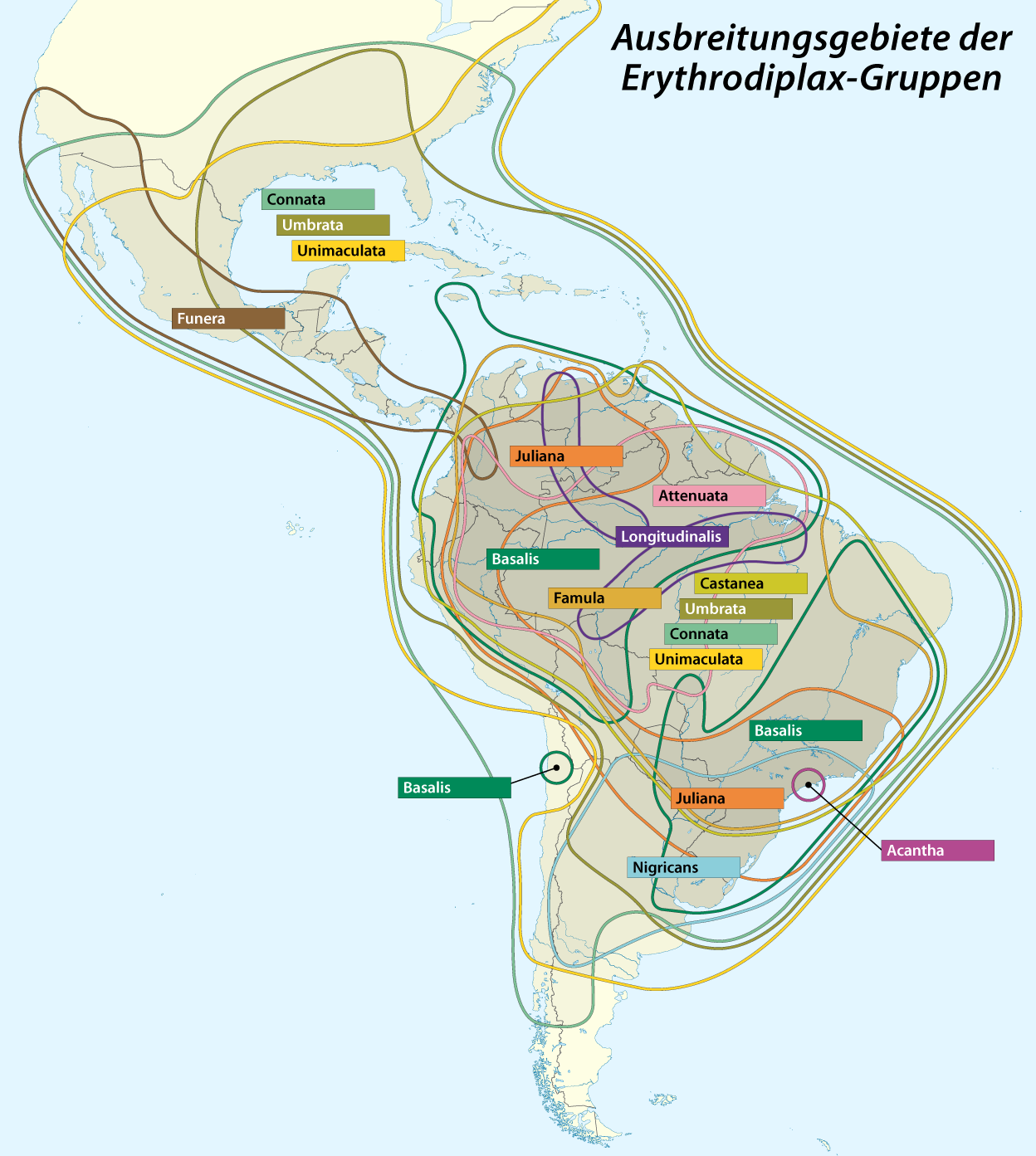